# Rothenlachen
Rothenlachen is een plaats in de Duitse gemeente Wald (Hohenzollern), deelstaat Baden-Württemberg, en telt 43 inwoners (2008).